# 7 törpe és én
A 7 törpe és én (eredeti cím: 7 nains et moi) 2016-ban indult francia vegyes technikájú tévéfilmsorozat, amely valós díszletekkel élőszereplős, és 3D-s számítógépes animációs jelenetekkel készült. A Method Animation, az AB Productions, a DQ Entertainment, a Nexus Factory Umedia készítette, az AB International forgalmazta. Franciaországban 2016-ban tűzték műsorra, Magyarországon pedig a Minimax 2016. október 31-étől. Az AMC Networks 2024-ben a Selekt névre keresztelt streaming platformjára felkerült a sorozat 2. évada.

## Ismertető
Ennek a sorozatnak az alapja a Hófehérke és a hét törpe, a Grimm-testvérek egyik legszebb története. A sorozat a klasszikus sitkomot keveri az animációval és a mesék világával, aminek az eredménye ez az új televíziós műfaj. A nemzetközi közreműködésben készülő, 26 részes élőszereplős mesesorozat valós és rajzolt szereplői egyaránt viccesek, különlegesek és mesébe illők.
A főszereplő, Hófehér, Hófehérke ük-ük-ük-ükunokája az átlagos, mai 11 éves kislányok életét éli, mégis vannak valakik, akik tündérmesévé varázsolják a hétköznapjait. Ezek pedig Hófehérke hét törpéje, akik együtt élnek Hófehér családjával.

## Epizódok

### 1. évad
| #   | #   | Eredeti cím                | Magyar cím          | Eredeti premier | Magyar premier    |
| --- | --- | -------------------------- | ------------------- | --------------- | ----------------- |
| 1.  | 1.  | Le grand méchant virus     | A csúnya nagy vírus |                 | 2016. október 31. |
| 2.  | 2.  | Un jour mon prince viendra | Én és a hercegem    |                 |                   |
| 3.  | 3.  | La cabosse des maths       | A matekzseni        |                 |                   |
| 4.  | 4.  | Autant en emporte la robe  | A báli ruha         |                 |                   |
| 5.  | 5.  | La journée des pranets     | Szülők napja        |                 |                   |
| 6.  | 6.  | La grosse commande         | A nagy rendelés     |                 |                   |
| 7.  | 7.  |                            |                     |                 | 2017. január 15.  |
| 8.  | 8.  |                            |                     |                 | 2017. január 15.  |
| 9.  | 9.  |                            |                     |                 | 2017. január 21.  |
| 10. | 10. |                            |                     |                 | 2017. január 21.  |
| 11. | 11. |                            |                     |                 |                   |
| 12. | 12. |                            |                     |                 |                   |
| 13. | 13. |                            |                     |                 |                   |
| 14. | 14. |                            |                     |                 | 2017. április 17. |
| 15. | 15. |                            |                     |                 | 2017. április 17. |
| 16. | 16. |                            |                     |                 | 2017. április 18. |
| 17. | 17. |                            |                     |                 | 2017. április 18. |
| 18. | 18. |                            |                     |                 | 2017. április 18. |
| 19. | 19. |                            |                     |                 | 2017. május 24.   |
| 20. | 20. |                            |                     |                 | 2017. május 25.   |
| 21. | 21. |                            |                     |                 | 2017. május 26.   |
| 22. | 22. |                            |                     |                 | 2017. május 27.   |
| 23. | 23. |                            |                     |                 |                   |
| 24. | 24. |                            |                     |                 |                   |
| 25. | 25. |                            |                     |                 |                   |
| 26. | 26. |                            |                     |                 |                   |

### 2. évad
| #   | #   | Eredeti cím                | Magyar cím                   | Eredeti premier | Magyar premier |
| --- | --- | -------------------------- | ---------------------------- | --------------- | -------------- |
| 1.  | 27. | Le journal de Bord         | Az emlékkönyv                |                 |                |
| 2.  | 28. | Camilla Recontre les Nains | Kamilla megismeri a törpéket |                 |                |
| 3.  | 29. | Ravi, son Père et Moi      | Ravi, az apja és én          |                 |                |
| 4.  | 30. | Sofia Déménage             | Szófia költözik              |                 |                |
| 5.  | 31. | Zombi Party                | Zombiparti                   |                 |                |
| 6.  | 32. |                            | Hófehér hazatelefonál        |                 |                |
| 7.  | 33. |                            | A törpe egyezség             |                 |                |
| 8.  | 34. |                            | Nagyi                        |                 |                |
| 9.  | 35. |                            | Sütikirálynő                 |                 |                |
| 10. | 36. |                            | Szuper Ravi                  |                 |                |
| 11. | 37. |                            | Szokatlan karácsony          |                 |                |
| 12. | 38. |                            | Mágnes törpék                |                 |                |
| 13. | 39. |                            | Sakk-matt                    |                 |                |
| 14. | 40. |                            | Popsztár                     |                 |                |
| 15. | 41. |                            | Reszkess, betörő!            |                 |                |
| 16. | 42. |                            | A gonosz királynő            |                 |                |
| 17. | 43. |                            | Bolond április               |                 |                |
| 18. | 44. |                            | Így jártunk az ősöddel       |                 |                |
| 19. | 45. |                            | A dimenziógép                |                 |                |
| 20. | 46. |                            | Dal-galiba                   |                 |                |
| 21. | 47. |                            | Levélválság                  |                 |                |
| 22. | 48. |                            | Jackie Bean                  |                 |                |
| 23. | 49. |                            | Kutyajó délután              |                 |                |
| 24. | 50. |                            | Hófehér, a varázslótanonc    |                 |                |
| 25. | 51. |                            | 8 törpe és én - (1. rész)    |                 |                |
| 26. | 52. |                            | 8 törpe és én - (2. rész)    |                 |                |